# Apagoge
Die Apagoge (von altgriechisch ἀπαγωγή apagōgē, deutsch ‚Ab-, Wegführung‘), auch Abduktion bzw. lat. abductio genannt, ist ein Schluss aus einem bekannten, wahren Obersatz und einem glaubwürdigen, aber ungewissen Untersatz auf eine Konklusion nach den Regeln der Syllogistik. (Vgl. Aristoteles, Analytica priora, II 25). Der Untersatz sollte plausibel sein, zumindest aber plausibler als die gewünschte Konklusion selbst. Die Plausibilität des Untersatzes kann sich nach Aristoteles dadurch zeigen, dass die darin vorgenommene Verknüpfung von Mittel- und Unterbegriff nur wenige vermittelnde Begriffe braucht. Ist die Verknüpfung von Ober- und Unterbegriff mit anderen und weniger vermittelnden Begriffen möglich, also unter Auslassung des vorgeschlagenen Untersatzes, so handelt es sich nach Aristoteles nicht um eine Apagoge.
| Beispiel |
| --- |
| Aristoteles betrachtet in seinem Beispiel eine Apagoge mit „Lehrbarkeit“ als Oberbegriff und „Gerechtigkeit“ als Unterbegriff. Für die Apagoge wird „Wissen“ als Mittelbegriff gewählt. So wird als Obersatz „Alles Wissen ist lehrbar“ gebildet, der als wahr gilt. Als Untersatz ergibt sich dann „Gerechtigkeit ist ein Wissen“, als Konklusion: „Gerechtigkeit ist lehrbar“. Hierbei handelt es sich um eine Apagoge, die Gerechtigkeit und Lehrbarkeit miteinander verbindet. Sie kann verstärkt werden, indem Gerechtigkeit bspw. als Wissen um die korrekten Proportionen bei der Verteilung von Gütern verstanden wird, denn dann ist der Untersatz erfüllt. |

Davon abgeleitet ist die Bezeichnung apagogischer Beweis, lat. demonstratio apagogica, bekannter als reductio ad absurdum oder indirekter Beweis; Dabei wird ein Obersatz bewiesen, wenn aus seiner Negation ein Gegenbeispiel oder ein allgemeiner Widerspruch abgeleitet werden kann.
| Beispiel |
| --- |
| Wir wollen beweisen, dass Wissen lehrbar ist. Nehmen wir die Negation dieser These an: „Wissen ist nicht lehrbar“. Nehmen wir weiter an, uns wäre bekannt, dass Gerechtigkeit lehrbar ist (oben unsere Konklusion). Ist der Satz „Gerechtigkeit ist ein Wissen“ wahr, so ist durch das Beispiel der Gerechtigkeit widerlegt, dass Wissen nicht lehrbar ist, und somit die These bewiesen. Auch hier kommt es also wieder auf die Glaubwürdigkeit von „Gerechtigkeit ist ein Wissen“ an. |

## Wiederaufnahme durch C. S. Peirce
Charles Sanders Peirce greift die Apagoge wieder auf, unter seiner „Abduktion“ versteht er aber vor allem die Logik zur Entdeckung von Untersätzen.